# Minister Spraw Wewnętrznych (Księstwo Warszawskie)
Minister Spraw Wewnętrznych w Księstwie Warszawskim był jednoosobową naczelną władzą państwową, do której należał cały zarząd kraju, nieprzekazany innym władzom: sprawy polityczno-administracyjne, gospodarcze, urządzenia użyteczności publicznej, oświata i wyznania. Podlegała mu administracja terytorialna w departamentach, którą kierowali prefekci. Przeprowadzał pobór, czuwał nad zaopatrzeniem wojska i gwardią narodową. Podlegała mu też Główna Dyrekcja Poczt, pełniąca również funkcje policyjno-wywiadowcze. Od 1809 r. podlegała mu Administracja Generalna Towarzystwa Ogniowego. Do r. 1811 w zakres jego kompetencji wchodził zarząd dobrami narodowymi, sprawowany przez podległą mu Dyrekcję Generalną Dóbr i Lasów Narodowych. Organami doradczymi były Rada Ogólna Lekarska i Rada Handlowa Ogólna. Minister spraw wewnętrznych był członkiem Rady Ministrów.
| 5 października 1807 - 26 czerwca 1812 | Jan Paweł Łuszczewski    |
| 19 września 1812 - maj 1813           | Tadeusz Antoni Mostowski |

Minister opisane wyżej zadania wykonywał z pomocą swego urzędu, Ministerium Spraw Wewnętrznych.
Akta Ministerium zostały odziedziczone przez Komisję Rządową Spraw Wewnętrznych Królestwa Polskiego i podzieliły losy jej dokumentacji aktowej. W okresie międzywojennym archiwiści Archiwum Akt Dawnych wydzielili około 200 jednostek z zespołu tejże Komisji, stanowiących sukcesję bierną oraz przystąpili do opracowania inwentarza idealnego zespołu ministerium. W roku 1944 wraz z większością zasobu archiwum akta ministerium zostały w całości, bez militarnego uzasadnienia, spalone przez wojska niemieckie.